# Театр равных
«Театр равных» — арт-проект, участниками которого являются люди с ограниченными возможностями здоровья. Автором проекта является студентка Воронежского государственного университета .
Проект является уникальным для Воронежской области и всего Черноземья. «Театр равных» развивается при поддержке Правительства Воронежской области и временно исполняющего обязанности Губернатора Воронежской области Александра Гусева.

## История создания
В октябре 2013 года проект «Театр равных» был представлен руководству ВГУ. Уже в середине декабря организаторы объявили о первом кастинге.

Организаторы проекта провели ряд кастингов и просмотров, первый был в январе 2014 года, куда пришло 50 человек, в январе-феврале прошло ещё три просмотра ребят-инвалидов. 

В итоге членами труппы стали 13 обычных молодых юношей и девушек и столько же с ограниченными возможностями.

Планировалось, что дебютный спектакль труппа покажет в мае 2014 года. Ребята сами занимались написанием сценария и репетициями.

Автором сценария выступил Профессор филологического факультета ВГУ Дмитрий Чугунов.

В конце марта с труппой встретился ректор ВГУ Дмитрий Ендовицкий.

Премьера дебютного спектакля состоялась 4 июня 2014 года на Большой сцене Театра юного зрителя.

15 сентября 2014 года „Театр равных“ открыл свой первый театральный сезон. Театр активно участвует в фестивалях. На счету проекта III исторический фестиваль им. В. Столля и Международный детский фестиваль театров „Большая перемена“ и другие.

В июле 2015 актриса театра Юлия Пивоварова выиграла грант в размере 150 000 рублей на форуме „Таврида“, проходившем в Крыму. Деньги, полученные девушкой за защиту проекта, пойдут на организацию гастролей театра в Волгоград, Ростов-на-Дону и Тамбов.

В сентябре-октябре 2015 года в рамках программы „Театр+Общество“, курируемой Министерством культуры РФ состоится первый гастрольный тур „Театра равных“ по городам Воронежской области: Павловск, Борисоглебск и Рамонь.

## Спектакли
| Название             | Режиссёр-постановщик | Автор              | Дата премьеры    |
| -------------------- | -------------------- | ------------------ | ---------------- |
| „Кот на крыше“       | Вадим Кривошеев      | Дмитрий Чугунов    | 4 июня 2014      |
| „Пустодушие“         | Вадим Кривошеев      | Андрей Платонов    | 27 марта 2015    |
| „Дикий“              | Вадим Кривошеев      | Владимир Синакевич | 26 сентября 2016 |
| „Денискины рассказы“ | Кристина Долгих      | Виктор Драгунский  | 19 марта 2017    |
| „Возрождение“        | Дарья Князева        | Дарья Князева      | 26 ноября 2017   |
| „Век“                | Вадим Кривошеев      | Вадим Кривошеев    | март 2017        |
| „В поисках радости“  | Николай Кодинов      | Виктор Розов       | 27 мая 2018 г.   |

### „Кот на крыше“
„Кот на крыше“ — дебютный спектакль „Театра равных“, принёсший ему известность и побудивший организаторов сделать проект постоянно действующим театром.
Сценарий спектакля был написан профессором ВГУ Дмитрием Чугуновым и поставлен режиссёром-постановщиком Вадимом Кривошеевым. Премьера „Кот на крыше“ состоялась 4 июня 2015 года, а 3 декабря этого же года зрителем спектакля стал Глава Представительства Евросоюза в России Вигаудас Ушацкас.

### „Пустодушие“
27 марта 2015 года „Театр равных“ представил свою вторую постановку по рассказам Андрея Платонова „Юшка“, „Фро“ и „Пустодушие“. Постановка получила одноимённое с последним рассказом название. Режиссёром постановщиком спектакля выступил Вадим Кривошеев, представивший на суд зрителей необычную форму „Пустодушия“ — жанр премьеры: цитаты в одном действии». Постановка получила лучшие отзывы зрителей.
В январе 2015 года стало известно об участии «Театра равных» в Международном танцевально-театральном фестивале Rampenlichter в г. Мюнхен в июне-июле этого же года с постановкой «Пустодушие».

9 июня того же года «Театр равных» выступил со спектаклем в рамках V международного Платоновского фестиваля искусств.

Июньский показ «Пустодушия» «Театром равных» в Мюнхене был отмечен немецкой публикой высокой оценкой. Воронежский «Театр равных» стал первым в истории Мюнхенского танцевально-театрального фестиваля «Rampenlichter» коллективом из России. Равные вызвали огромный резонанс в городе: билеты на спектакль театра были раскуплены и забронированы задолго до начала фестиваля.

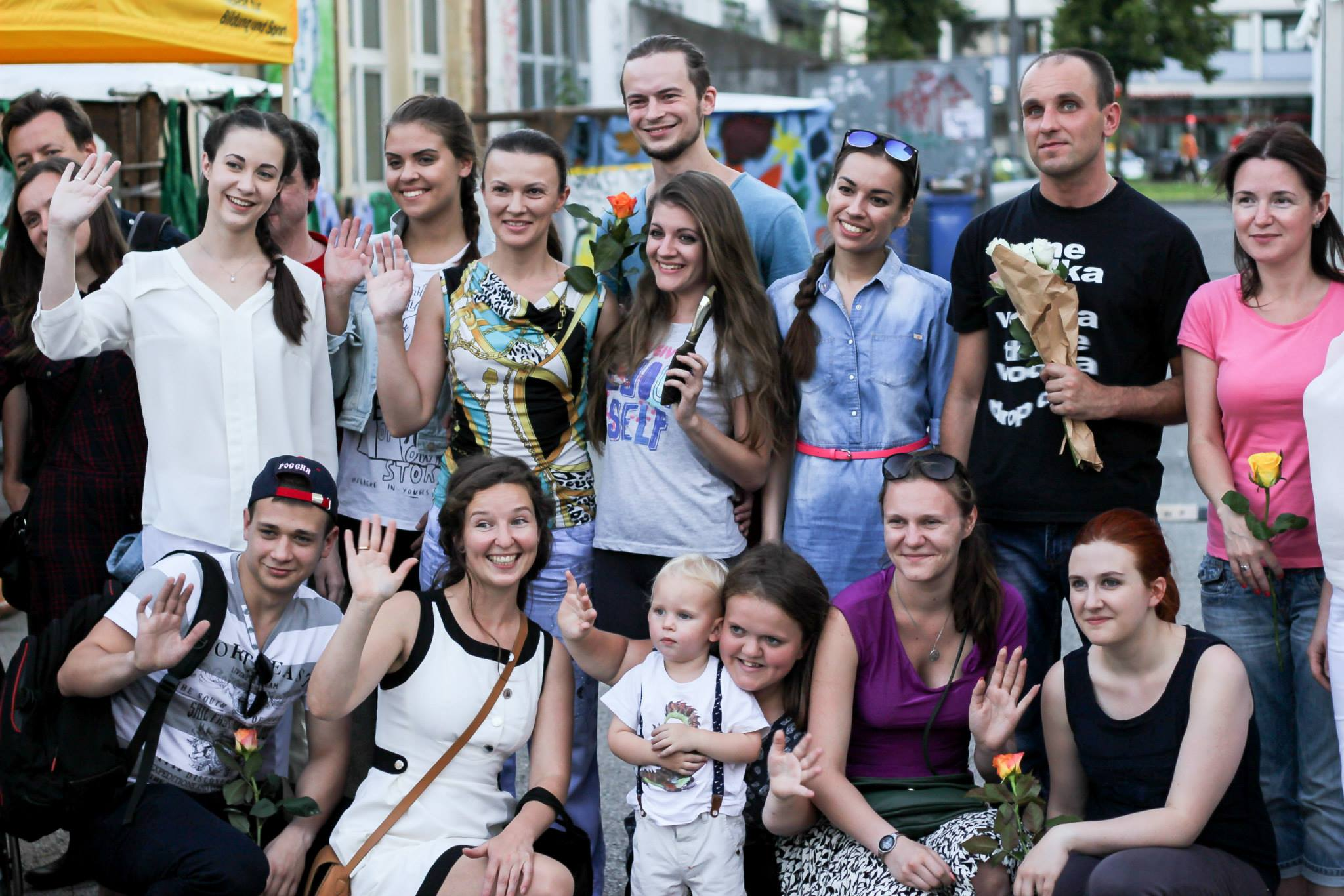
После выступления на фестивале «Rampenlichter»

В декабре 2015 года «Театр равных» принял участие в фестивале «Есть у каждого из нас звёздочка своя», в Уфе.
В мае 2016 года «Театр равных» принял участие в международном фестивале театра малых форм «Театромагия», проводимом ежегодно в Самаре.
В октябре этого же года спектакль занял третье место на IX международном фестивале любительских театров «Театр начинается», проходившем в Санкт-Петербурге.

### «Дикий»
26 сентября 2016 года вышел третий спектакль театра. В основу сюжета заложена сказка Ханса Кристиана Андерсена «Гадкий утёнок». Спектакль был поставлен за счёт финансовой поддержки Банка «ВТБ 24».
В октябре 2016 года «Дикий» был дважды показан в Чебоксарах на IV международном фестивале для особенного зрителя «Одинаковыми быть нам необязательно».

## Фестивали
- III Исторический фестиваль им В.Столля, 10 октября 2014 г., Воронеж, Дом Актёра
- Международный фестиваль театра для детей «Большая перемена», 5 ноября 2014 г., Воронеж, ТЮЗ
- V международный Платоновский фестиваль искусств, 9 июня 2015 г., Воронеж, ТЮЗ
- Международный танцевально-театральный фестиваль «Rampenlichter», 29 июня 2015 г., Мюнхен, Германия
- IV Исторический фестиваль им В.Столля, 8 октября 2015 г., Воронеж, Дом Актёра
- Первый открытый фестиваль неравнодушных людей «Есть у каждого из нас звёздочка своя…», 5 декабря 2015 г., Уфа, Башкирский Театр кукол
- Международный фестиваль театра малых форм «Театрмоагия», 14 мая 2016 г., Самара, Дом Актёра
- Фестиваль науки и искусства «KarlFest», 25 июня 2016 г., Воронеж
- IX Международный фестиваль любительского театра «Театр начинается», 2016 г., Санкт-Петербург, учебный театр на Моховой
- IV международный фестиваль для особенного зрителя «Одинаковыми нам быть необязательно», 2016 г., Чебоксары, Театр кукол

## Награды
- Победитель зонального Форума толерантности. Декабрь 2014 г., Воронеж
- «Лучшая женская роль» — Лилия Новохатько, спектакль «Пустодушие». Международный фестиваль театра малых форм «Театрмоагия», май 2016 г., Самара

## Актеры
Согласно правилам «Театра равных», актером труппы может стать только прошедший кастинг или просмотр конкурсант. Главное правило театра в отношении труппы: равное количество обычных актеров и актеров с ограниченными возможностями здоровья.

## Отзывы
"Заполненный до отказа зал откликнулся на спектакль овацией. Вполне заслуженной овацией. Не сентиментально-снисходительной, а уважительной. Актеры получали удовольствие от игры и доставляли это удовольствие зрителю. Это так приятно знать, что ты понравился публике… "— Лев Кройчик, публицист, газета «Воронежский курьер»

"Мне приходилось бывать на мероприятиях самого разного характера. И неожиданно какие-то вещи меня трогали больше, чем те, о которых много говорили и писали. Одним из таких открытий стал для меня спектакль Театра равных. Я испытала ощущение катарсиса, поняла, что этот театр и его форма выполняют очень важную роль. Они дают шанс не только людям с ограниченными возможностями, они заставляют всех нас вспомнить, что у человека должна быть совесть, что в мире есть милосердие. Во время спектакля испытываешь нравственное очищение. Не могу сказать, что, приходя в профессиональный театр, всегда можно получить эмоции, нравственно преобразующие нас. "— Тамара Дьякова, культуролог, газета «Воронежский курьер»

"Надеюсь, что у актеров этого театра будет возможность показать свой спектакль в Европе, что похожие европейские труппы приедут к вам, чтобы показать свои спектакли. Они играли великолепно! Очень приятно было видеть, как тепло встречают актеров зрители. Это ещё раз показывает, что мы все равны в жизни. "— Вигаудас Ушацкас, Глава представительства Европейского союза в России, «РИА-Воронеж»

«…В Уфу воронежцы привезли спектакль по рассказам своего земляка Андрея Платонова „Пустодушие“. Эта работа — яркий пример того, как даже на „местном“ материале, любовью к которому так грешат провинциальные театры, можно при желании создать произведение искусства, а не проходной спектакль, который пригодится к очередной юбилейной дате. Сложная для восприятия платоновская проза в устах актеров „Театра равных“ оживает, и даже не посвящённый в литературоведческие изыскания понимает, за что же ценится творчество Андрея Платоновича. На этот спектакль нужно за руку приводить тех профессионалов от театральной сохи, для которых работа стала рутиной и обязаловкой. Из реквизита на сцене — лишь стулья да газеты, но искренность актеров подкупает. Причем непосвященный зритель не всегда может понять, у кого же из артистов проблемы со здоровьем».
— Вероника Полянская, Журналист, «Московский Комсомолец»